# Truckin'
«Truckin'» es una canción del grupo estadounidense Grateful Dead, originalmente del álbum de 1970 American Beauty. La canción fue reconocida por la Biblioteca del Congreso de Estados Unidos en 1997 como un tesoro nacional. Fue escrita por Jerry Garcia, Bob Weir, Phil Lesh y Robert Hunter y se convirtió en una de las canciones más reconocidas de la banda y favorita de los conciertos.

## Posicionamiento
- Pop Singles

| Peak Chart Date         | Posición | Duración  |
| ----------------------- | -------- | --------- |
| 25 de diciembre de 1971 | 64       | 8 semanas |